# アルジャジーラ

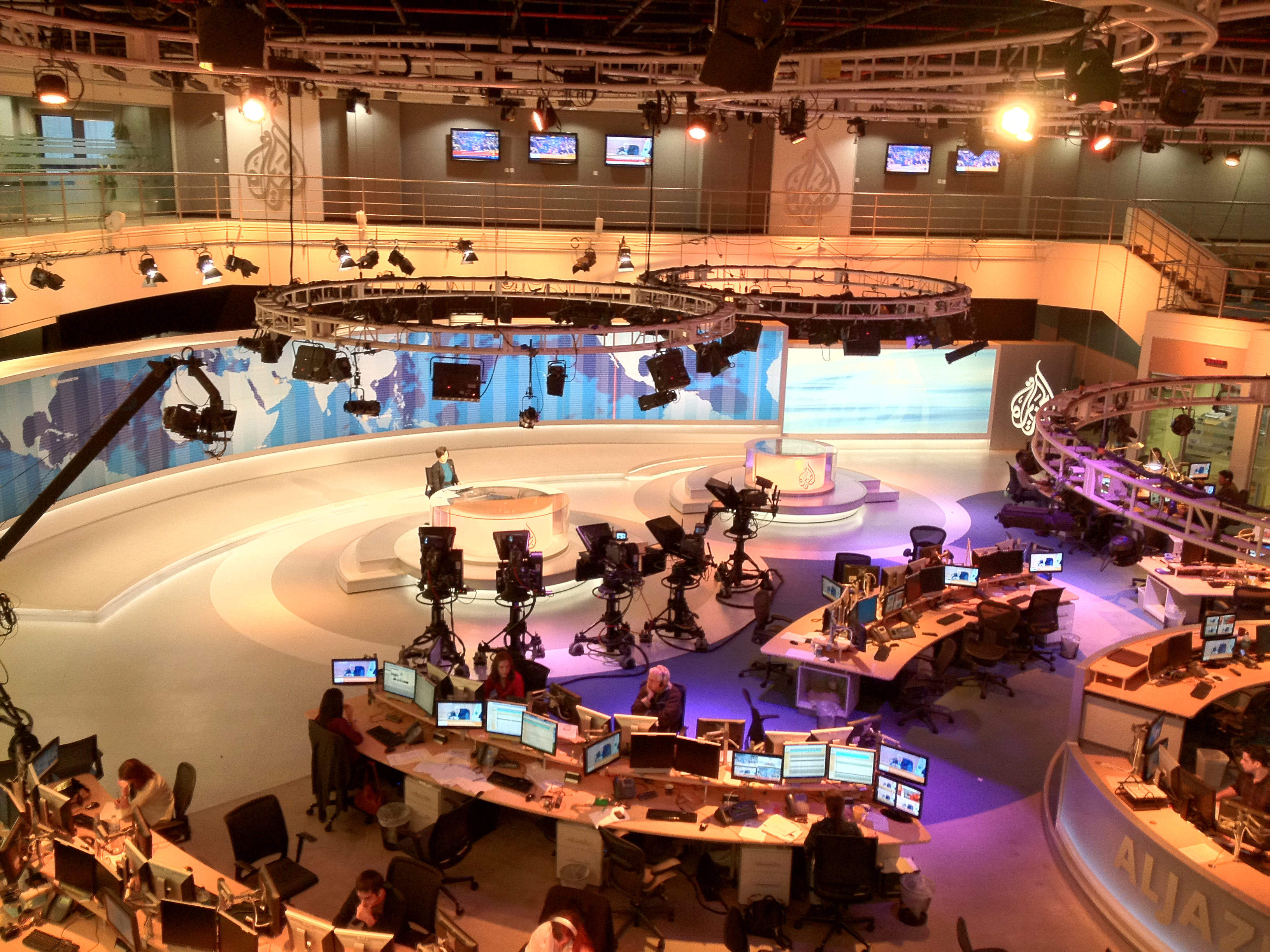
アルジャジーラ・イングリッシュのニュースルーム

アルジャジーラ（略称アラビア語: الجزيرة, al-Jazīra, アル＝ジャズィーラ、名称：قناة الجزيرة الفضائية, Qanāt al-Jazīra al-Faḍāʾīya, カナート・アル＝ジャズィーラ・アル＝ファダーイーヤ、 アラビア語の発音により忠実なカナ表記：カナートゥ・ル＝ジャズィーラティ・ル＝ファダーイーヤ）は、アラビア語と英語でニュース等を24時間放送している衛星テレビ局。本社はカタールのドーハにある。タグラインは、「一つの意見があれば、もう一つの意見がある（the one opinion and the other opinion）」。
英語ではAl JazeeraもしくはAljazeeraと綴られる。JSCと表示されることもあるが、これはJazeera Satellite Channelの略である。

## 名称の由来
「ジャジーラ」はアラビア語で「島」「半島」を意味し（「アル」は定冠詞）、アラブ地域では一般的にアラビア半島を指すが、ここではカタール半島を指す 	w:Al Jazeera。なお、サウジアラビアの新聞など、中東諸国にはこれ以外にも「アルジャジーラ」の名をもつ報道機関が存在するが、それらとの直接的な関係はなく、別の組織である。
ロゴデザインはディーワーニー体（アラビア書道における書体のひとつで、日本の書道における草書体にあたる）で雫状に「アルジャジーラ」と書かれている。

## 経営
1996年11月1日、カタール首長であるハマド・ビン・ハリーファ・アール＝サーニーより5億カタール・リヤル（1億3700万USドルに相当）の支援を受けて設立。独立を保った報道姿勢を保ちつつも、会長には首長の親戚であるハマド・ビン・サーメル・アール＝サーニーが就任し、カタール政府を通じた経営という形がとられた（カタール政府以外にも、個人投資家達が加わっている）。
上記金額の支援は開設後5年間の経営を維持するものとして行われ、2001年までに広告収入などによる独立採算を達成することが期待されていた。
イギリス人ジャーナリスト ヒュー・マイルズ著「アルジャジーラ 報道の戦争」によると収益の多くを海外メディアからの「映像使用料」が占め、特に日本放送協会（NHK）が払う金額が一番大きく、同局の大きな助けとなっている。また同著によると同じニュース専門局CNNと比較してCMの放送時間が少ないという。
長らくカタール政府の出資により経営が続けられていたが、2015年頃になると原油価格の下落などでカタールの財政状況が悪化。同年夏には、アルジャジーラの取締役会が会社経費の削減を検討し始めた。直接的な人員削減は2016年に入ると急速に始まり、同年4月12日にはアルジャジーラ・アメリカ（後述）の廃局が伝えられ約700人が解雇された。また、3月27日にはアルジャジーラ本体で500人前後の人員削減を発表している。人員整理が始まる前の職員数は約3,500人とされており、大部分が整理される見込み。

## 特徴
従来からの欧米（キリスト教文化圏）中心の視点とは異なるアラブ系メディアであり、アメリカのメディアがアメリカ社会、文化に偏向しているのと同様、アルジャジーラも当然アラブ社会（およびアラブ世界の一部を含むイスラーム世界）、文化に偏向しているが、それらの偏向を以てしても、必ずしも同社が反米メディアと見なされている訳ではない。
カタールは、欧米諸国に対しては、イラク戦争では基地を提供する程度には比較的に穏健な姿勢であり、アルジャジーラはカタール政府が西洋の近代的メディアを手本に創設したものである。また、パレスチナ自治政府の汚職などの問題を追及したり、イスラエル人が出演してヘブライ語で話すなど、他のアラブのメディアが行わなかったような話題も積極的に取り上げる。
アルジャジーラは自らを「公正で政治的圧力を受けない、中東で唯一の報道機関である」と謳っている。実際に英国のen:Index on Censorship（検閲に関する問題を扱う雑誌。1972年創刊）では、2005年に「アラブ諸国における自由な情報交換を促進し、検閲を拒否する勇気」の一例として紹介されており、アメリカにおいても1999年のニューヨーク・タイムズ紙に「アラブ諸国で、最も自由で最も広い観点を持つテレビネットワーク」と評されている。ただし、カタールの内政には言及しないほか、ジャスミン革命に端を発する中東諸国の騒乱では、スンニ派のリビア・シリアの反体制派を擁護する一方で、バーレーンのシーア派反体制派に対して非擁護的な報道を行うなど、公正な報道に対して疑問を覚える視聴者も少なくない。
アナウンサーの出身国は、アラブ世界の広範囲にわたっており、本人達の宗教もイスラム教やキリスト教と多様である。服装面に関しては宗教色が強くなく、長らく「ヒジャブを着用するムスリマ女性アナウンサー」は見られなかったが、2003年にアルジェリア出身の有名女性アナウンサーが開局以来初めての着用者として登場し話題となった。その後局上層部は露出が少なく慎ましいとみなされる服装を求める意向を強めていったらしく、2010年には服装ガイドラインを受け入れがたいとした女性アナウンサーらが集団で辞意を表明するという事件も起こった。

## 沿革

### 前身
かつてサウジアラビアの衛星企業 Orbit 社とイギリスのBBCとの間で、アラビア語ニュースチャンネル設立の準備が進められていた。BBCより技術・人材面での協力を受け、Orbitから資金が出るというものであった。Orbitは娯楽等チャンネルを有料契約にて提供するという業態をとっており、BBCのアラビア語版はこれらのひとつとしてサービスに組み込まれる予定だった。
1994年3月、両者の間に10年契約が結ばれた。数か月後、1日あたり2時間の放送がウエスト・ロンドンにあるBBCスタジオより開始され、1994年末には8時間放送に移行した。
BBCのアラビア語版ニュースチャンネルに関して英国ではBBCがオイルマネーに屈したとの声も聞かれたというが、このチャンネルにとっての最大の障害は、他の英国版チャンネル同様の報道姿勢を貫こうとするBBCと、体制側にとって好ましくない内容の放送を望まないサウジアラビア側との間に生じた軋轢だった。この問題は、BBCが英国に在住していたサウジアラビア出身の反体制イスラーム活動家の取材をしたり、サウジアラビアにおける人権蹂躙問題の報道をしたりしたことで決定的となっていった。そして1996年4月、Orbit側がアラビア語ニュースチャンネルの送信を中止することで、同プロジェクトは終焉を迎え、BBCによる訓練を受けた報道関係者らも職場を失った。
その後BBCは、2008年3月11日、BBC Arabic Televisionブランドで、改めてアラビア語のテレビチャンネルを開局している。中東情勢が緊迫し、アラビア語によるニュースチャンネルの重要性が認識されていた頃の再出発であった。かつてOrbitと合同で進められたプロジェクトとは異なり、BBCにより放送されているワールドサービスのチャンネルという位置付けで、画面デザインや報道姿勢も英語版BBCに非常に近いものとなっている。

### 開局へ
カタールを拠点とするアラビア語ニュース報道局の設立を計画していた首長ハマド・ビン・ハリーファ・アール＝サーニーは、BBCとOrbitの合弁事業が頓挫したのを受けて、BBCにて訓練を受けた関係者を大量に雇い入れた。こうして集まった人材が、アルジャジーラの開局を支えた。

### 開局初期
1996年11月1日に開局。放送機材はソニーが全て請け負った。当初は6時間のみの放送で、1997年に12時間の半日放送となった。24時間放送に拡大したのは1999年のことである。

### 知名度の拡大へ
2001年アメリカのアフガニスタン侵攻の報道において、特派員タイシール・アッルーニーの活躍により、アルジャジーラの名が広く知られるようになる。アルカーイダから送付された、オサマ・ビンラディンのメッセージの映像を独占放映したり、アフガニスタン国内から戦争実況を中継したりなどの報道活動により一躍注目を集め、「中東のCNN」と形容された。
同年12月15日、アフガニスタンに入国しようとしたカメラマンサミ・アルハジが、パキスタンの入国管理で拘束され、アメリカ軍に引き渡された。アメリカ軍はアルハジの容疑を「ビンラーディンのビデオを撮影した」「アフガンにミサイルを買いに行った」「9.11テロ後、アルカーイダに資金援助していた」などと頻繁に変更したが、いずれも立証することはできなかった。
しかし、アメリカ軍はアルハジを「敵性戦闘員」と見なして裁判に掛けることなく、キューバのグアンタナモにある米軍基地に設けられたグアンタナモ湾収容キャンプに拘束し続けた。アルハジの弁護士によれば、彼が拘束されている罪状は全くの口実で、取り調べの内容は、アルジャジーラとアルカーイダの結びつきについて自白させようとするものであり、またアルジャジーラの内情をスパイとして提供するなら釈放すると持ちかけられたという。2008年5月2日、ようやく釈放され、アルハジは出身国のスーダンに帰国した。
2003年イラク戦争では、イラク市民の戦争被害やアメリカ兵の遺体映像などを流すなど、欧米メディアとは異なる視点のニュースを伝える姿勢は中東、ムスリム社会に於いて存在価値をますます高めている。この戦争では、アメリカ軍のミサイルがバグダード支局に命中し、特派員ターリク・アイユーブが死亡している。
2005年6月、刷新開局。これまで使用してきたアラブ調のアイキャッチ等を一新した。
2006年11月1日、開局10周年を迎え、これまでの局の足跡を辿る番組のほか、子供と大人が討論する番組など、様々な特別記念番組を放送。また、これまでに殉職したスタッフに対して社員一同による黙祷を行った。このほか、開局10周年にちなみ、多くの新しい企画が開始された。
2013年1月2日、アメリカ合衆国元副大統領アル・ゴアとジョエル・ハイアットが設立したカレントTVの買収を発表した。買収額は500億ドルのうち、ゴアへの譲渡額は100億円であった。これによって、ゴアは産油国カタールから巨額の利益を得たという批判があることを認めている。カレントTVは、アルジャジーラ・アメリカ（後述）として再始動した。

## アルジャジーラに対する圧力・取材禁止措置
2001年9月11日以降、対テロ戦争を国策に掲げる際のアメリカ合衆国連邦政府においては、ビンラディンからのテロを正当化するメッセージをそのまま放送したことから、「敵対勢力（テロ組織）の主張を発信し、宣伝している」として問題視された。アルジャジーラ側は「あらゆる観点を取り上げているだけ」と反論したが、これによって、アルジャジーラとタイアップしていたCNNなど、いくつかの報道機関に政治的圧力が加えられ、その放送割り当て時間が削減された。
更には、2005年11月22日付のイギリスの大衆紙デイリー・ミラーによると、「アメリカのブッシュ大統領が、イラク戦争のファルージャ攻撃において、ドーハのアルジャジーラ本部にも空爆を意図していた」としている。これに伴い、アルジャジーラはスタッフやキャスト、あるいはその家族を揃えての批判キャンペーンを行った。
また、イラク戦争中に米兵の遺体を放映したことで、NYSE MKTへの立ち入りを禁止されたほか、最近ではチュニジアの反体制運動家へのインタビューが原因で、在カタールのチュニジア大使館員が全員引き上げるなど、報道内容が政治問題化してしまうこともしばしばある。
2011年エジプト騒乱では、エジプトでの取材許可を取り消されたほか衛星経由での伝送を妨害されるなどしたが、精力的な現地レポートを続け話題となった。
2017年5月、サウジアラビア、バーレーン、UAE、エジプトの各国は、アルジャジーラがイラン寄りの報道をしたことを理由に放送の遮断に踏み切った。翌月、各国はカタールとの国交断絶を表明（2017年カタール外交危機）し、受信の早期回復は絶望的な状況となった。また、断交した4か国は2017年6月24日までに、カタールに対しアルジャジーラの閉鎖を含む13項目にわたる要求を送付して圧力を加えている。
2024年4月1日、イスラエルのベンヤミン・ネタニヤフ首相は同国内で活動するアルジャジーラの閉鎖に向けて即時の行動をとると発表。同日、同国の国会は国家安全保障を脅かすと考えられる外国メディアの一時閉鎖を認める法案を可決し、ネタニヤフはアルジャジーラが今後イスラエル国内から放送されることはないと宣言した。5月5日、イスラエル政府はイスラエル国内におけるアルジャジーラの活動を停止させることを決定、エルサレムのアンバサダー・ホテルにおかれていたアルジャジーラの事務所は警察の強制捜査を受けて機材を押収された。
2024年9月22日、ヨルダン川西岸ラマラにある支局へイスラエル軍が侵入し、45日間の一時閉鎖を命じた。支局長のオマリーは、軍は資料の押収も行ったと語っている。
2025年7月10日にはイスラエル軍がガザ地区にある病院付近をドローンで攻撃し、アルジャジーラの記者5人を含む7人を殺害。イスラエル軍は記者の一人がイスラム原理主義組織ハマースの小隊長だったと主張したが、アルジャジーラはガザ地区における制圧と占領を暴く声を封じ込める目的だったとして批判する声明を発表した。

## 主な番組

### アラビア語版ニュースチャンネル
アルジャジーラのテレビ番組は報道だけではなく、時には出席者すべてが途中退席してしまうほど白熱する討論番組「反対方向（アラビア語: الاتجاه المعاكس）」、著名なイスラム法学者ユースフ・アル＝カラダーウィーがクルアーンの知識にのっとり、法から性生活に至るまで、幅広い視聴者からの質問に回答する宗教番組「シャリーアと生活（アラビア語: الشريعة والحياة）」も高い評価を受けている。

## チャンネル群
| チャンネル名                   | 説明 | 開局                   |
| ------------------------------ | --- | ---------------------- |
| Al Jazeera                     | アラビア語。当初はこのチャンネルのみだった。 | 1996年11月1日          |
| beIN Sports                    | スポーツチャンネル。開局後チャンネル数が増加。 | 2003年11月1日          |
| Al Jazeera Mubasher            | アラビア語ライブ中継チャンネル。会議や群衆デモ等を編集・コメント無しでライブ（Mubasher）放送。                                                                                         | 2005年4月15日          |
| Al Jazeera Children's Channel  | アラビア語子供チャンネル。道徳教育やアニメなど。 | 2005年9月9日           |
| Al Jazeera English             | 英語チャンネル。かつてはAl Jazeera Internationalと呼ばれていた。 | 2006年11月15日         |
| Al Jazeera Documentary Channel | アラビア語ドキュメンタリー専門チャンネル。海外番組のアラビア語訳も含む。 | 2007年1月1日           |
| Al Jazeera Mubasher Misr       | アラビア語ライブ中継チャンネルから派生したエジプト争乱報道用チャンネル。 | 2011年                 |
| Al Jazeera America             | アメリカ向け英語チャンネル。かつてはcurrenttvと呼ばれていた。視聴者数の伸び悩み、及び原油価格の低下などの影響によるリストラ計画の一環により2016年4月30日をもって閉局することとなった。 | 2013年8月21日          |
| Al Jazeera Balkans             | 2011年に開局したバルカン地域向けチャンネル。サラエヴォが拠点。 | 2011年11月11日         |
| Al Jazeera Türk                | 2011年2月、トルコ語版設立に向けた動きとして、トルコのTVチャンネルCine 5を買収したことが報道された。                                                                                    | 2014年（オンライン版） |

### Al Jazeera English
カタールのドーハに本局を置くアルジャジーラの英語版チャンネル。当初はAl Jazeera Internationalという名称で試験放送を行っていたが、最終的にAl Jazeera Englishとして開局した。
2006年11月15日、英語による放送アルジャジーラ・イングリッシュの放送が当初の予定よりも遅れて開始された。開局にあたってはITN、BBC、アメリカABC、CNNといった海外メディアから記者を引き抜くなどし話題を呼んだ。リズ・カーンもこの時の移籍組である。なお、英語版で最初に報じられたニュースは千島列島でのM7.8の地震であった。

## 日本における取材
アラビア語版アルジャジーラチャンネルでは、日本留学経験があり、日本語や日本文化や日本事情に精通したスタッフが取材を行っている。これまでに時事ニュース・社会問題からポップカルチャーまでの広範囲にわたってカバーし、日本に関する情報を発信してきた。
時事ニュース以外については番組「مراسلو الجزيرة」（"Al Jazeera correspondents"、「アルジャジーラの特派員達」の意）で放送されることが主である。この番組では、各国の特派員が政治・社会・文化について現地で取材したレポートが流される。取り上げる話題は日本のテレビでもあまり報じられない地方の社会問題や若者文化にまで及ぶこともあり、日本の知られざる一面をアラブ社会に紹介する一助となっている。

### 東京支局
2003年12月、アルジャジーラの日本における支局開設準備が進んでいることが判明した。2004年5月2日、ドーハで開催された「アラブ・日本メディアシンポジウム」において、アルジャジーラ東京支局の開設が正式に発表された。同支局は北京支局に続いて2局目となるアジア地域の支局となった。2004年5月当時、スタッフは3名在籍しており、開局当初の3か月間はNHKより技術支援を受ける予定であると報じられた。
初代局長は日本留学経験があり、開局当時で既に日本在住10年だったレズラジ・モスタファ（モロッコ出身、東京大学学術博士。日本の大学院で博士号を取得した初のモロッコ人だという情報もある）が務めた。同氏は2001年よりアルジャジーラのアドバイザーをしており、そのまま局長に就任した形となった。

### 在日本アルジャジーラ特派員
東京支局開局当時より、日本からの報道を伝える特派員の一人として、ファディ・サラメが挙げられる。同氏はシリア出身。ダマスカス医科大学卒業後に来日し、東京医科歯科大学にて内視鏡外科術を研究していた。最終的には消化器系に関する博士号を取得している。一方医学を学ぶ傍らでジャーナリズム分野での活動を行い、フリーランスのリポーター、NHKのNHKワールド・ラジオ日本スタッフを務めた後、2004年にアルジャジーラ東京支局の特派員として加わった。
2016年8月時点でも在日本特派員としてアルジャジーラに登場している。2011年3月11日に発生した東日本大震災においても、アルジャジーラを通じて日本からアラブ世界に向けて情報を発信した。

## 日本での放送
2001年11月9日、日本のスカイパーフェクTV!で一部時間帯における日本語解説を含むアルジャジーラ放送が無料にて放送開始となった。別途チャンネル契約のいらないプロモチャンネル（202ch）として終日提供されていたが、試験放送のまま1年後の2002年9月30日に放送終了することが発表された。
スカパーでの提供終了後、普通の衛星チューナーとテレビで気軽に視聴できるアルジャジーラ放送は、NHK BS1の『おはよう世界』においてのみとなった。世界各局テレビニュース『ワールドニュースアワー』のひとつとして枠が設けられ、日本語による時差通訳が付けられた。同番組はNHKのチャンネル改編後『ワールドWave』としてリニューアルした。アルジャジーラも以前同様に視聴することができる。
Al Jazeera Englishに関しては横浜にある衛星放送事業を専門とする ハマーズ社 が配信を手がけており、日本国内の東京ケーブルネットワーク等がプロジェクトパートナーとなっている。なお、東京ケーブルネットワークでの提供については、専門チャンネルラインナップの一つとなっており、法人（オフィス、ホテル、店舗、教育機関等）向けの映像配信サービスとしての扱いである。

## アルジャジーラ・アメリカ
2013年、アルジャジーラはアメリカ合衆国の既存のテレビ局、カレントTVを買収してアルジャジーラ・アメリカを発足させた。イスラムの視線に立ったアメリカ国内向けの報道と評論に力を入れてきたが、プライムタイムの視聴者数は平均して2-4万人にとどまるなど視聴率は伸び悩んだ。2016年、原油価格が低迷しアルジャジーラ本体の経営見直しが進むと、同年1月13日、社内会議で突然放送局の閉鎖が打ち出され、同年4月12日に放送は終了した。

## アルジャジーラ成功を受けて設立された海外局
同局の成功を見本として、ベネズエラ政府の主導のもと、キューバやアルゼンチンなどの政府が参加して同国の首都カラカスに2005年7月24日に設立されたTeleSURがある。

## 著名な記者
- タイシール・アッルーニー：アフガニスタンやイラクの戦争報道で活躍した。
- ハーフェズ・アルミラージ：ワシントン支局長。アメリカの要人などにインタビューを行った。

## 日本人スタッフ
- 藤吉隆雄：アルジャジーラ・メディア訓練開発センターで4週間、講師として撮影技術などを現地スタッフに教えた[29]。